# Xymene warreni
Xymene warreni är en snäckart som beskrevs av Winston F. Ponder 1972. Xymene warreni ingår i släktet Xymene och familjen purpursnäckor. Inga underarter finns listade i Catalogue of Life.